# Ocra
|  | No s'ha de confondre amb ocre. |

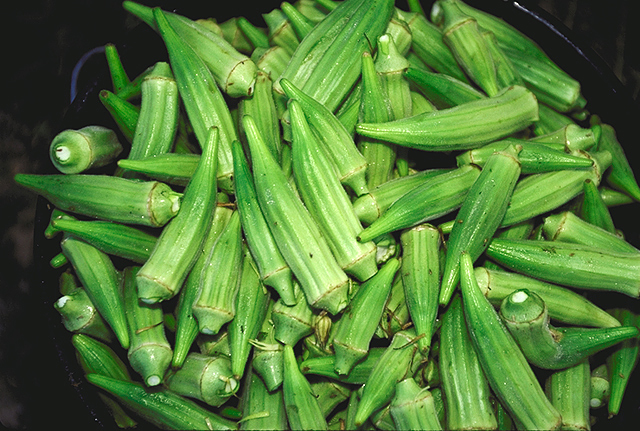
Tavelles d'ocra crues

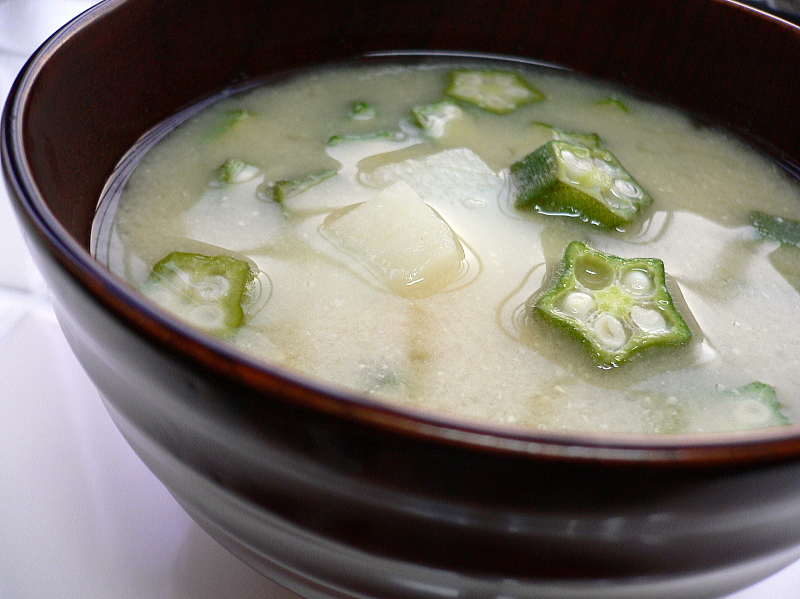
Sopa de miso japonesa a base d'ocra. Es pot veure molt bé la secció pentagonal d'aquesta verdura.

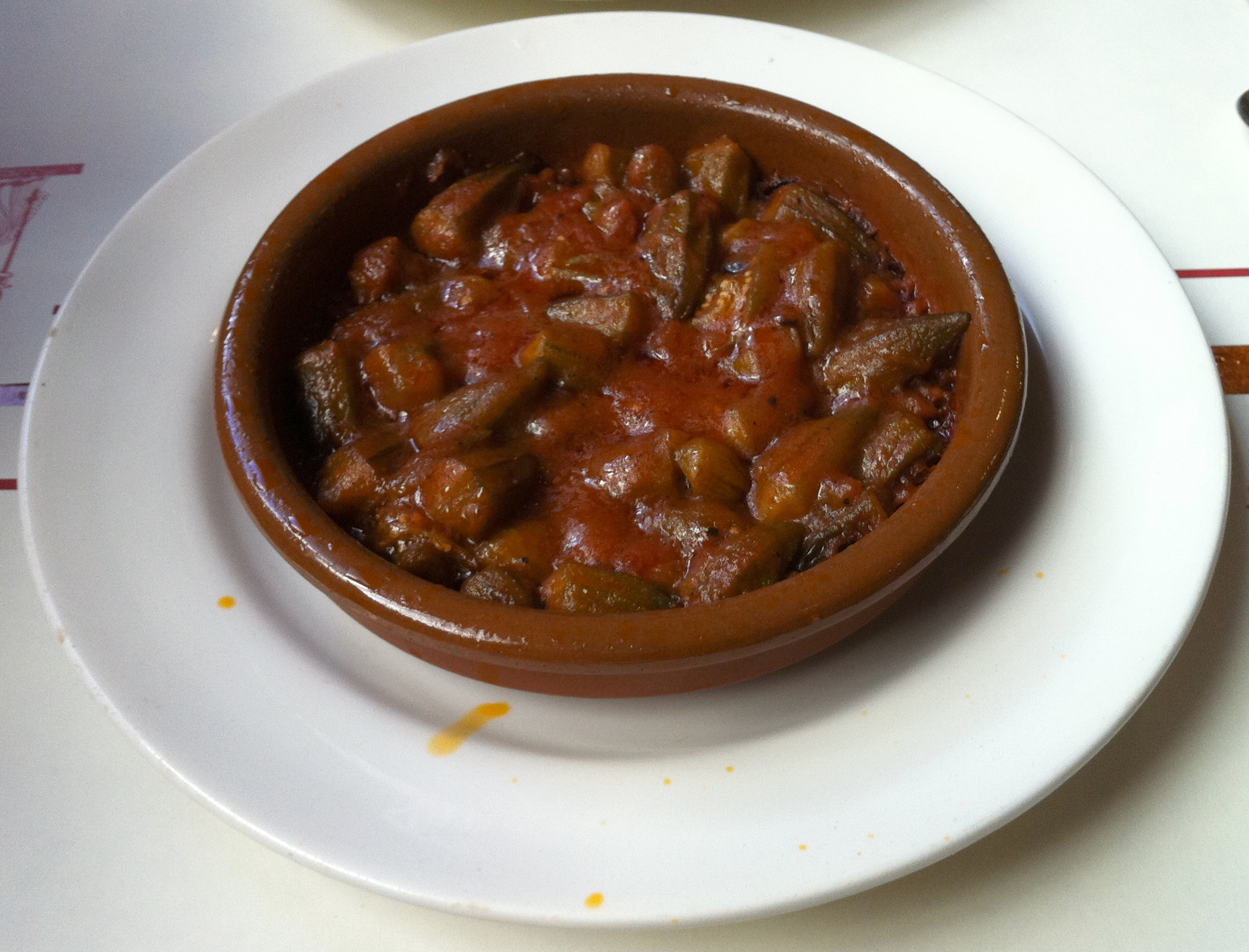
Ocres guisades amb salsa de tomàquet

L'ocra (Abelmoschus esculentus) és una espècie de planta amb flors del gènere Abelmoschus dins la família de les malvàcies. Té beines de llavors verdes comestibles. L'origen geogràfic és disputat, amb autors que situen l'origen a l'Àfrica occidental, a Etiòpia, al sud-est asiàtic, al sud asiàtic o a Myanmar. Es conrea a les zones tropicals i subtropicals pel seu fruit comestible.
És una planta anual o perenne de fins a 2 m d'alt, fulles palmades i lobades, flors de fins a 8 cm de diàmetre amb pètals blancs o grocs. Fruit en càpsula que conté nombroses llavors.

## Origen i distribució

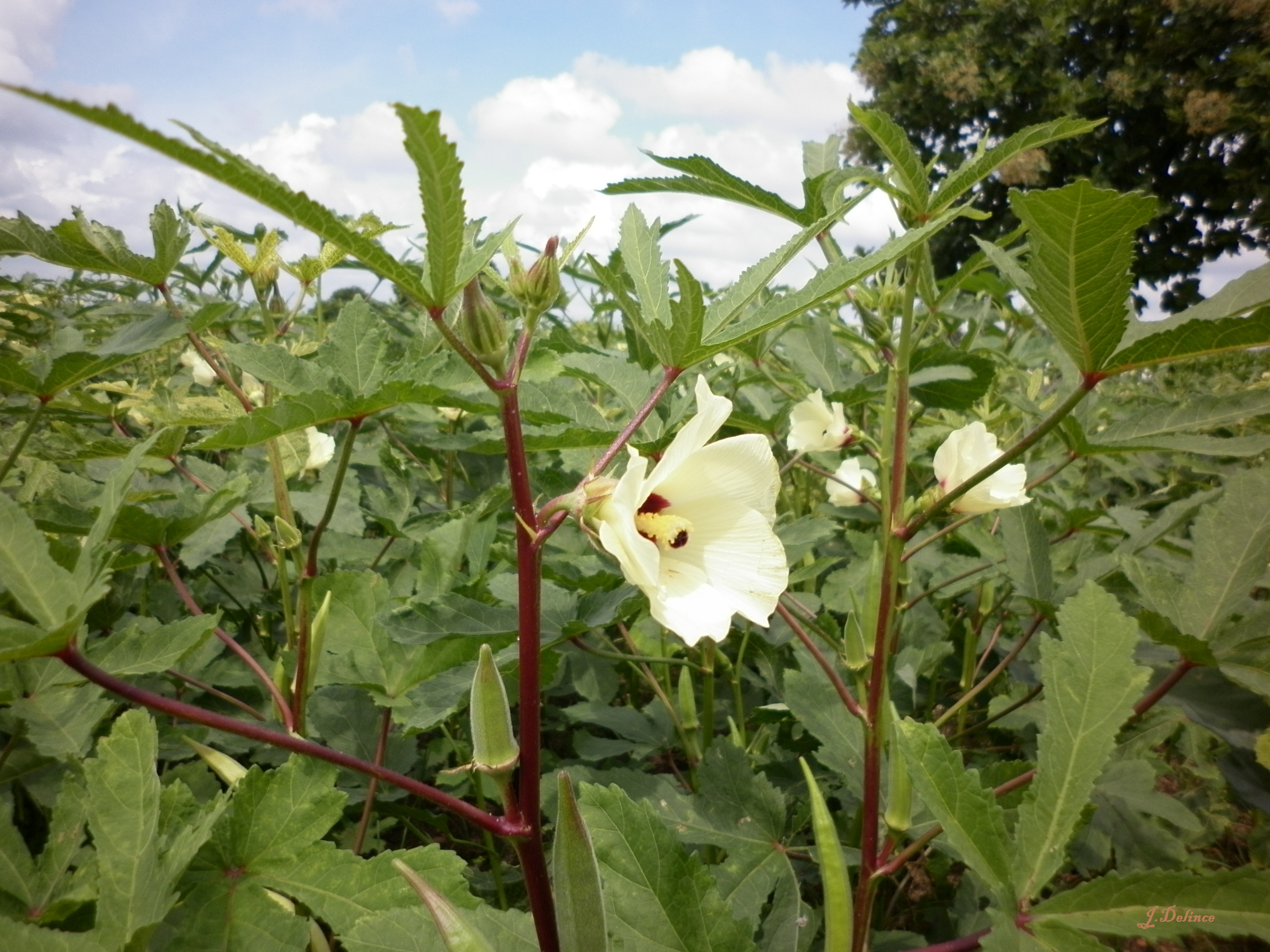
Planta sencera amb flor i beina immadura

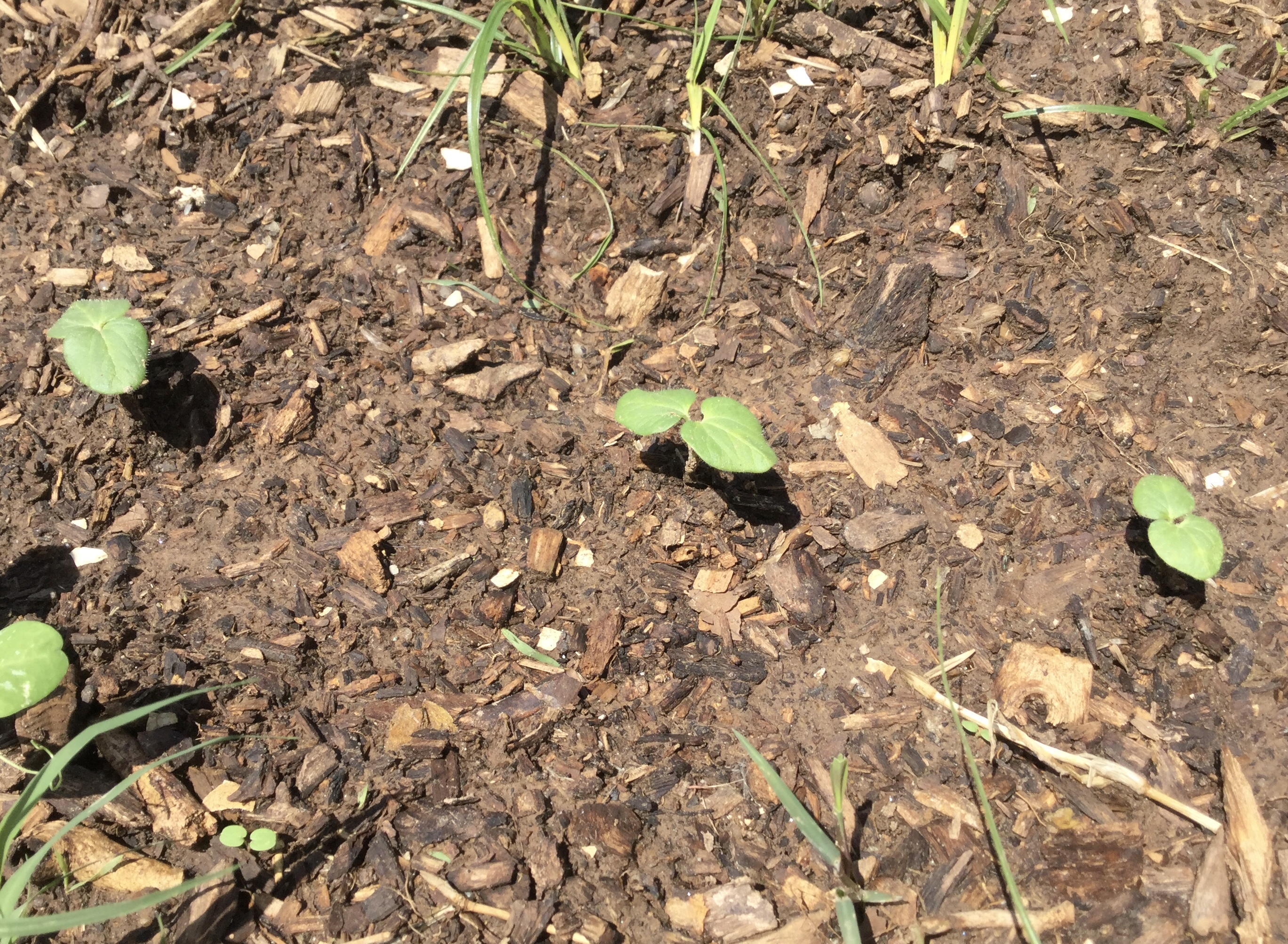
Plantes aproximadament una setmana després de la germinació (Oklahoma, EUA)

L'ocra és un al·lopoliploide de parentalitat incerta. Tanmateix, els pares proposats inclouen Abelmoschus ficulneus, A. tuberculatus i una forma «diploide» d'ocra. Les poblacions veritablement salvatges (a diferència de les naturalitzades) no es coneixen amb certesa, i la varietat d'Àfrica Occidental s'ha descrit com un cultigen.
Els humans coneixen l'ocra des de l'antiguitat, i a les èpoques grega i romana es cultivava a Egipte, i es se'n van tallar imatges als temples faraònic. És endèmica a les regions generalment càlides d'⁣Àfrica i Àsia. L'ocra es va originar a l'Àfrica tropical i es va conrear a l'Orient Mitjà i l'Índia durant molt de temps, i al segle XIX dC es van veure plantes salvatges d'ocra a la vora del Nil Blanc al Sudan. L'ocra es va introduir per primera vegada a Europa per la conquesta omeia d'Hispània. Un dels primers relats europeus és d'⁣Abu-l-Abbàs an-Nabatí, que va visitar Egipte el 1216 i va descriure la planta en conreu pels locals que menjaven les beines tendres joves. Des d'Aràbia, la planta es va estendre per les costes del mar Mediterrani i cap a l'est.
La planta va ser introduïda a Amèrica per vaixells que practicaven el tràfic d'esclaus atlàntic a partir del 1658, quan es va registrar la seva presència al Brasil. Es va documentar a Surinam el 1686. Pot ser que l'ocra s'hagués introduït al sud-est d'Amèrica del Nord des d'Àfrica a principis del segle XVIII. El 1748, s'estava cultivant fins al nord fins a Filadèlfia. Thomas Jefferson va assenyalar que estava ben establert a Virgínia el 1781. Era comú al sud dels Estats Units el 1800, i la primera menció de diferents varietats va ser el 1806.

## Botànica i cultiu

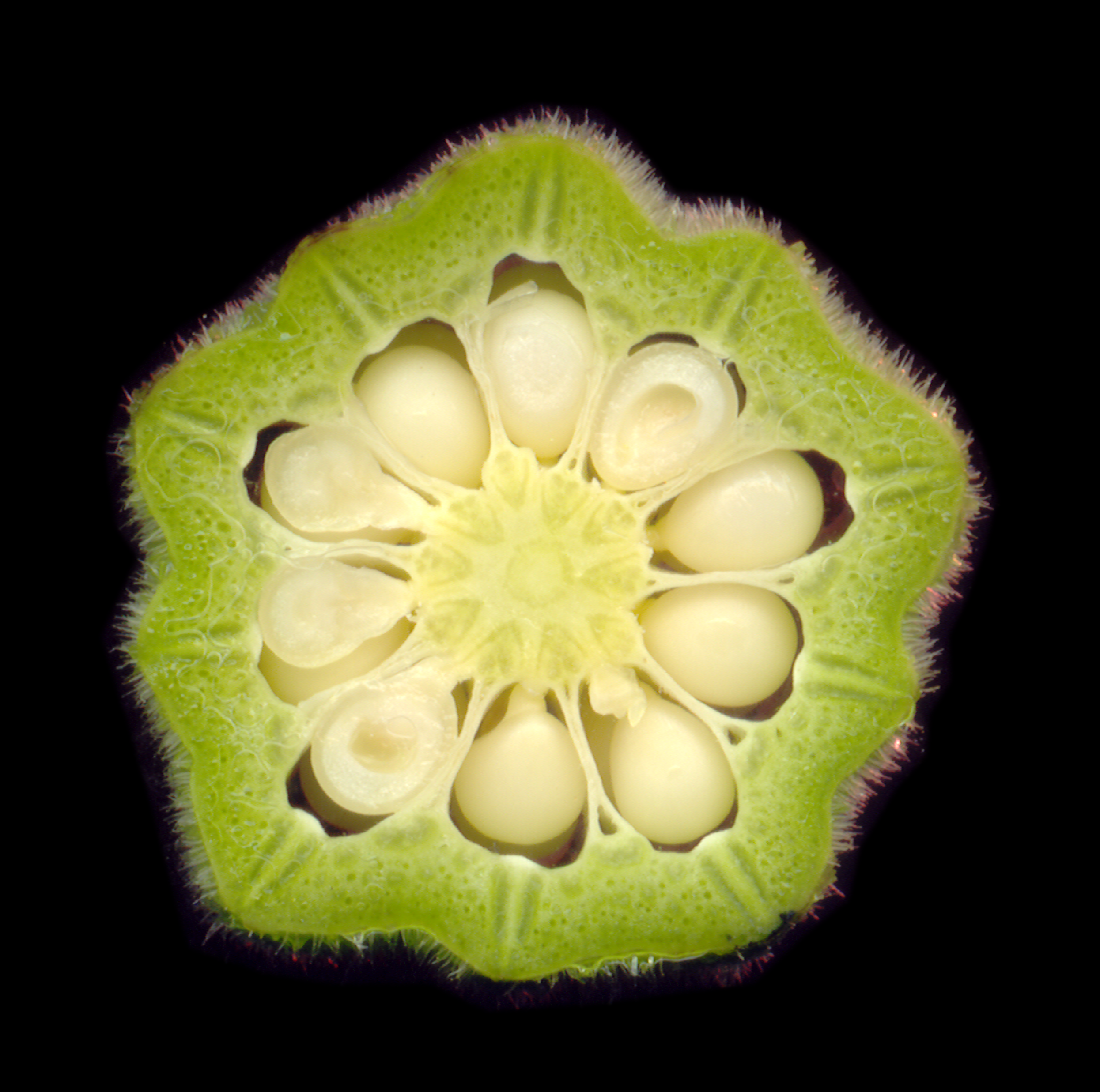
Secció transversal d'una beina

L'espècie és una planta perenne, sovint conreada com a anual en climes temperats, que sovint arriba als 2 metres d'alt. Com a membre de les Malvaceae, està relacionat amb espècies com el cotó, el cacau i l'hibisc. Les fulles mesuren entre 10 i 20 centímetres de llarg, amb un palmat lobulat amb 5-7 lòbuls. Les flors tenen de 4 a 8 centímetres de diàmetre, amb cinc pètals blancs a grocs, sovint amb una taca vermella o violeta a la base de cada pètal. Els pòl·lens són esfèrics i d'aproximadament de 188 micres de diàmetre. El fruit és una càpsula de fins a 18 centímetres de llarg amb secció transversal pentagonal, que conté nombroses llavors.
Abelmoschus esculentus es conrea a les regions tropicals i temperades càlides del món pels seus fruits fibrosos o beines que contenen llavors rodones i blanques. Es troba entre les espècies vegetals més tolerants a la calor i la sequera del món i tolerarà sòls amb argila pesada i humitat intermitent, però les gelades poden danyar les beines. En cultiu, les llavors es posen en remull durant la nit abans de plantar-les a una profunditat d'entre 1 i 2 centímetres. Prefereix una temperatura del sòl d'almenys 20 graus per a la germinació, que es produeix entre sis dies (llavors en remull) i tres setmanes. Com a planta tropical, també requereix molta llum solar, i també s'ha de conrear en sòls que tinguin un pH entre 5,8 i 7, idealment en el costat àcid. Les plàntules necessiten molta aigua. Les beines de llavors es tornen ràpidament fibroses i llenyoses i, per ser comestibles com a verdura, s'han de collir quan estan immadures, generalment una setmana després de la pol·linització. La primera collita normalment estarà preparada uns 2 mesos després de la sembra, i serà d'aproximadament d'entre 50 a 76 mil·límetres de llarg.
La malaltia més comuna que afecta la planta d'ocra és la marquititud de verticil·li, que sovint provoca un color groc a les fulles. Altres malalties inclouen l'oïdi en les regions tropicals seques, les taques de les fulles, el mosaic groc i els nematodes de l'arrel. La resistència al virus del mosaic groc a A. esculentus es va transferir a través d'un encreuament amb Abelmoschus manihot i va donar lloc a una nova varietat anomenada Parbhani kranti.
Als Estats Units, gran part de l'oferta es conrea a Florida, especialment al voltant de Dade, al sud de Florida. L'ocra es conrea a tot l'estat fins a cert punt, de manera que l'ocra està disponible deu mesos a l'any. Els centres regionals d'IPM proporcionen plans integrats de gestió de plagues per al seu ús a l'estat.

## Taxonomia
Aquesta espècie va ser publicada per primer cop l'any 1753 a l'obra Species Plantarum de Carl von Linné (1707-1778) sota el nom d'Hibiscus esculentus. Més tard, el botànic alemany Conrad Moench (1744-1805) va emplaçar l'espècie dins del gènere Abelmoschus, canviant el seu nom a l'actual Abelmoschus esculentus, aquesta publicació vàlida es va fer al segon volum de la seva obra Methodus Plantas Horti Botanici et Agri Marburgensis l'any 1794.

### Sinònims
Els següents noms científics són sinònims d'Abelmoschus esculentus:
- Sinònims homotípics

- Hibiscus esculentus L.

- Sinònims heterotípics

- Abelmoschus bammia (O.Targ.Tozz.) Webb
- Abelmoschus longifolius (Willd.) Kostel.
- Abelmoschus praecox (Forssk.) Sickenb.
- Abelmoschus tuberculatus Pal & Singh
- Abelmoschus tuberculatus var. deltoidefolius T.K.Paul & M.P.Nayar
- Hibiscus bammia O.Targ.Tozz.
- Hibiscus esculentus var. praecox (Forssk.) A.Chev.
- Hibiscus esculentus var. textilis A.Chev.
- Hibiscus ficifolius Mill.
- Hibiscus hispidissimus A.Chev.
- Hibiscus longifolius Roxb.
- Hibiscus longifolius Willd.
- Hibiscus praecox Forssk.

## Producció
Es conrea en climes tropicals o temperats càlids perquè té les tavelles immadures verdes. És un conreu molt resistent a la secada. La germinació de les llavors s'activa forçosament posant-les en remull unes hores.
El 2021, la producció mundial d'okra va ser de 10,8 milions de tones, liderada per l'Índia amb el 60% del total, amb Nigèria i Mali com a productors secundaris.
| País          | Milions de tones |
| ------------- | ---------------- |
| Índia         | 6.47             |
| Nigèria       | 1,92             |
| Mali          | 0,67             |
| Sudan         | 0,32             |
| Pakistan      | 0,26             |
| Món           | 10.82            |
| Font: FAOSTAT |                  |

## Usos

### Nutrició
L'ocra crua conté un 90% d'aigua, un 2% de proteïnes, un 7% d'hidrats de carboni i greix insignificant. En una quantitat de referència de 100 grams, l'ocra crua és una font rica (20% o més del valor diari, DV) de fibra alimentària, vitamina C i vitamina K, amb continguts moderats de tiamina, àcid fòlic i magnesi.

### Gastronomia
Se'n menja el fruit, sencer o tallat a llesques gruixudes. L'ocra desprèn una substància lleugerament glutinosa després de cuinada que alguns troben molt agradable. Aquestes verdures són millors quan són tendres. Si es deixen madurar a la tija, es tornen massa fibroses. Es poden menjar com a verdura o usar com a espècia per a donar gust. Es mengen bullides, fregides i empanades, en forma de bunyol, guisades, crues, amb salsa (de tomata, curri, etc.), en sopa, amanides amb oli, etc. Actualment es venen també congelades a molts països d'arreu del món.
Aquesta verdura, que té un gust suau que pot recordar el de les carxofes i el de les mongetes tendres, és molt usada en les cuines tradicionals africanes. S'hi menja en plats guisats o també, bullida o passada per la paella, com a acompanyament, sola o amb altres verdures. No és estrany d'associar-la a la ceba, al tomàquet i al sofregit, de vegades amb verdures com l'albergínia o el carbassó. A Israel i el Líban s'acostuma a menjar en estofats amb carn.
A l'Àsia es menja al Japó, en sopa o lleugerament bullida amb salses; al sud-est asiàtic (Tailàndia, Laos, etc.), on s'acostuma a menjar crua, mullada en salsa picant (naam prik); i a l'Índia, on es considera sobretot una espècia i ingredient d'alguns curris i on hi ha també una variant de ratatouille o xamfaina amb trossets d'ocra afegits a la barreja.
Va ser introduïda al sud dels Estats Units pels esclaus negres africans i actualment sovint la hi preparen fregida o a la graella. Al segle xx ha estat introduïda a França per la població de les antigues colònies africanes d'aquest país.

### Industrial
La fibra de bast de la tija de la planta té usos industrials com el reforç de compostos polimèrics. El mucílag produït per la planta d'ocra es pot utilitzar per eliminar la terbolesa de les aigües residuals gràcies a les seves propietats floculants. Amb una composició similar a una pel·lícula de polisacàrid gruixuda, el mucílag d'ocra està en desenvolupament com a envasament d'aliments biodegradables, a partir del 2018. Un estudi de 2009 va trobar que l'oli d'ocra és adequat per al seu ús com a biocombustible.

## Galeria d'imatges

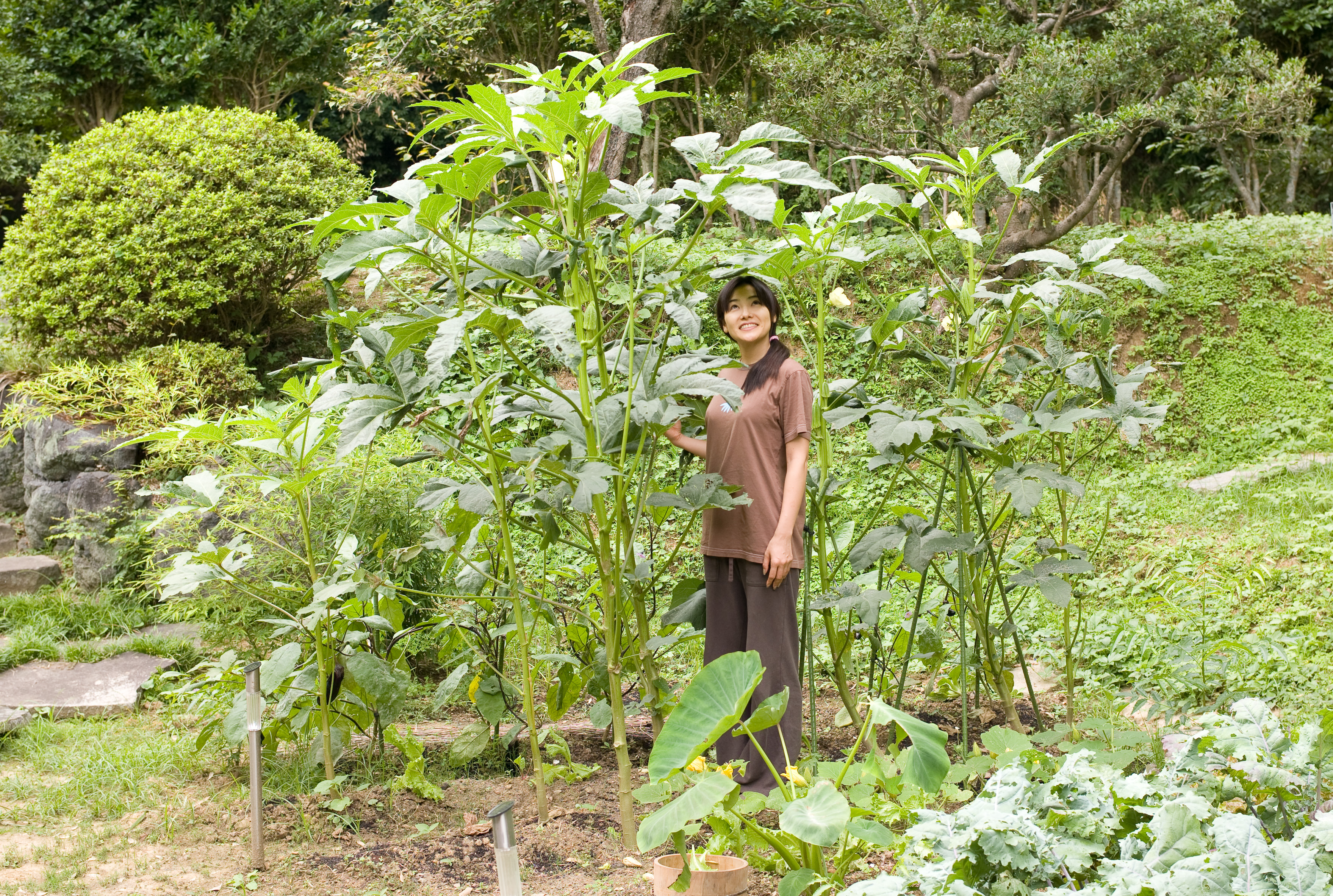
Plantes grans d'ocra
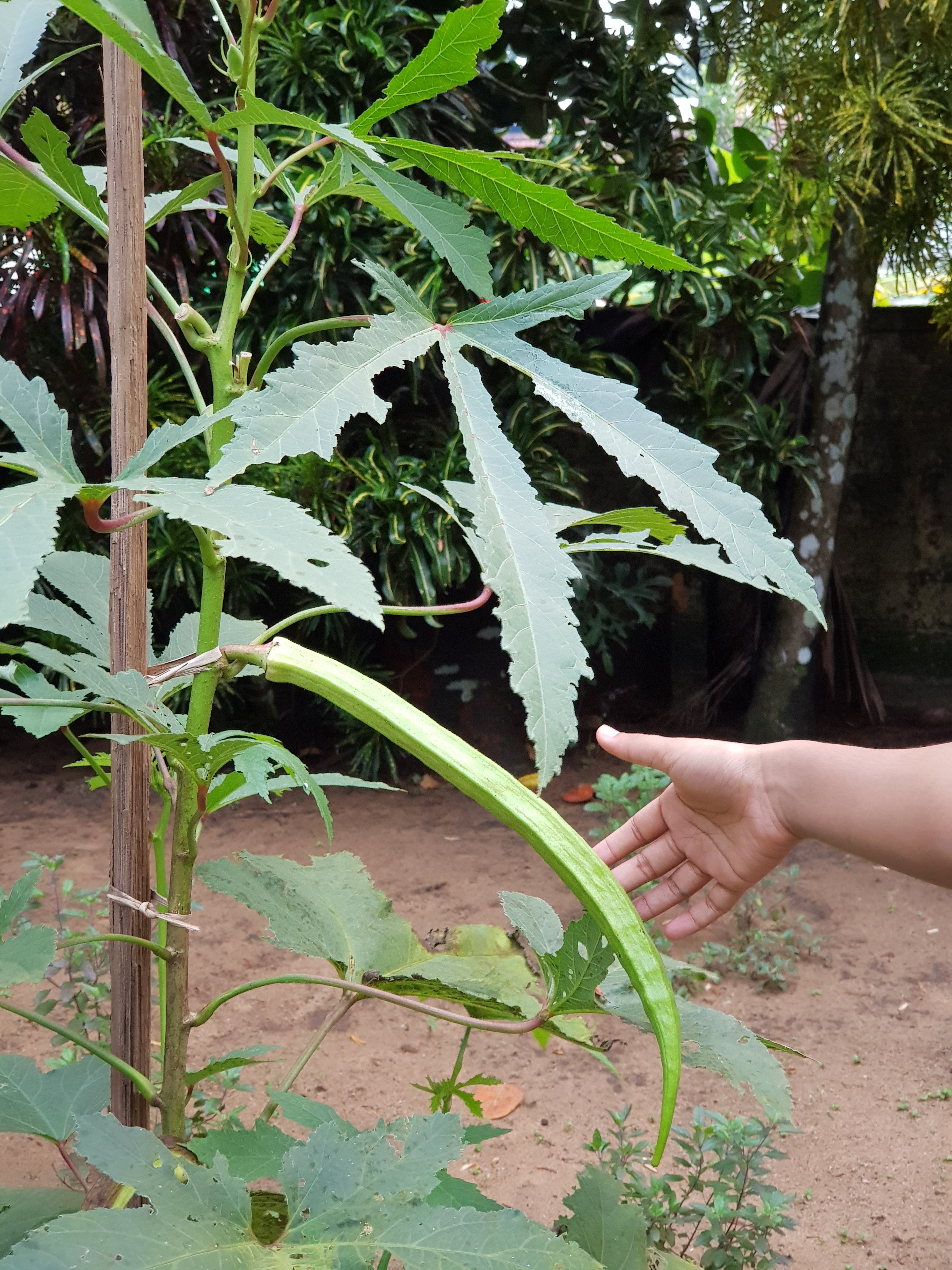
Beina gegant d'ocra
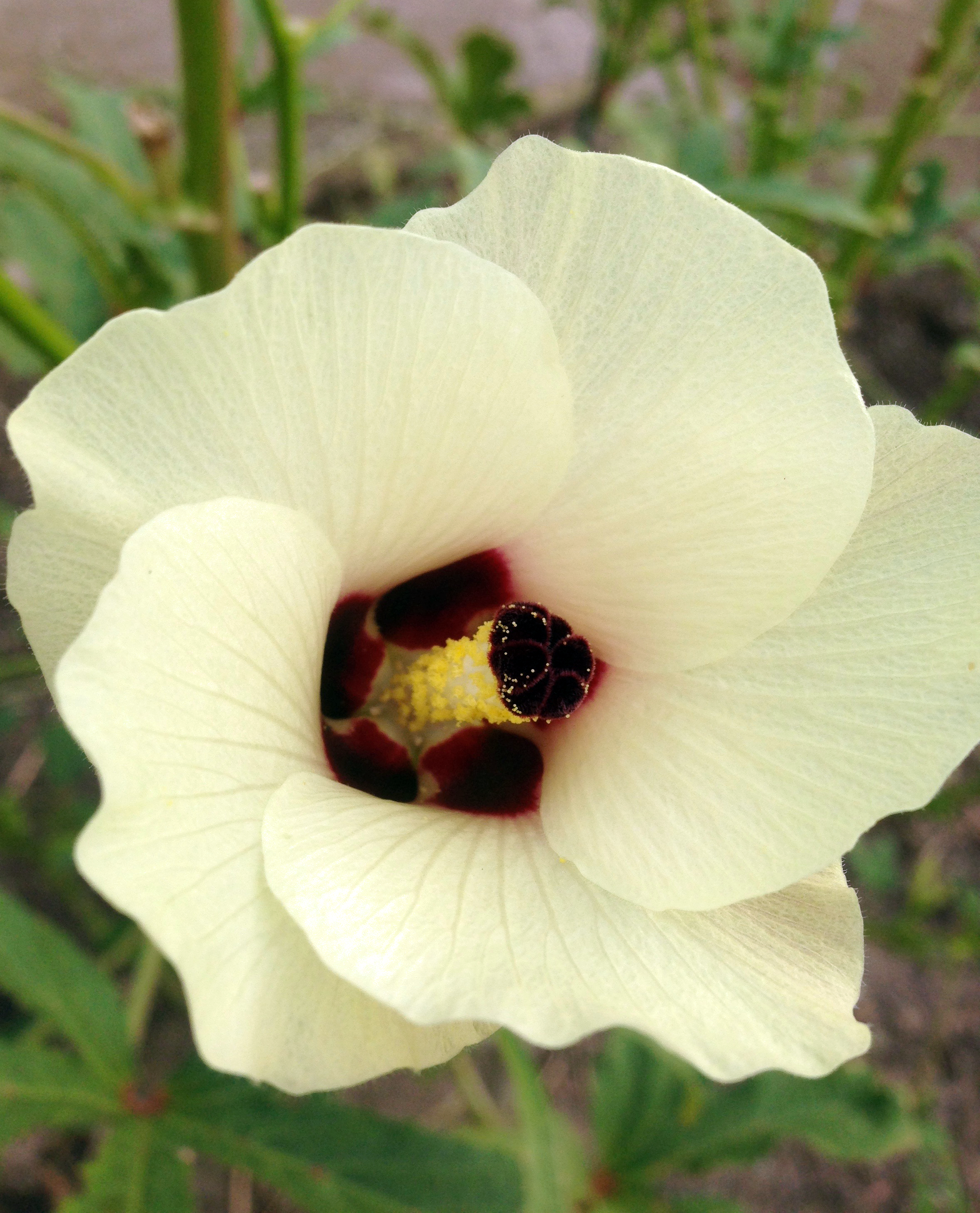
Primer pla de la flor
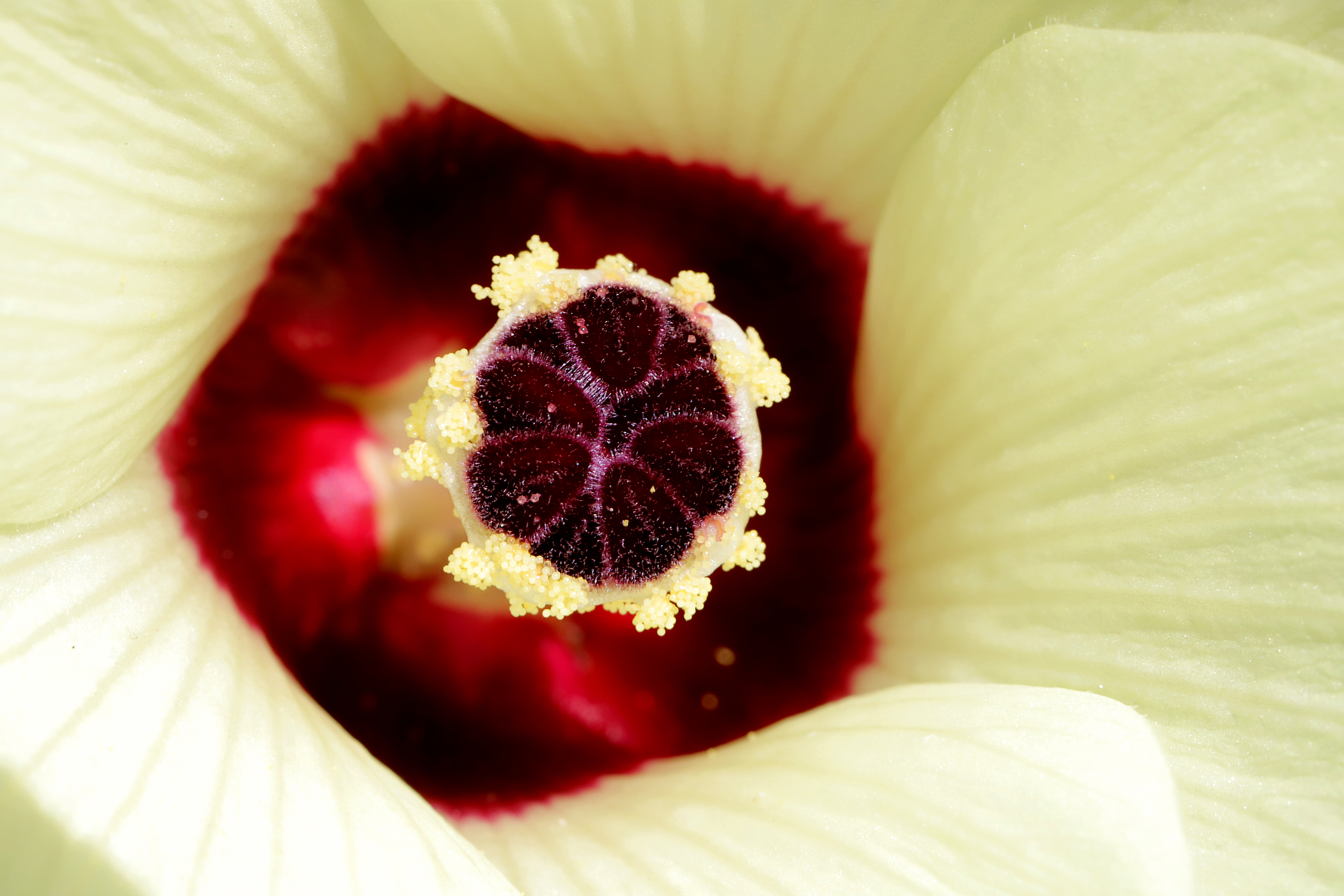
Estam i pol·len
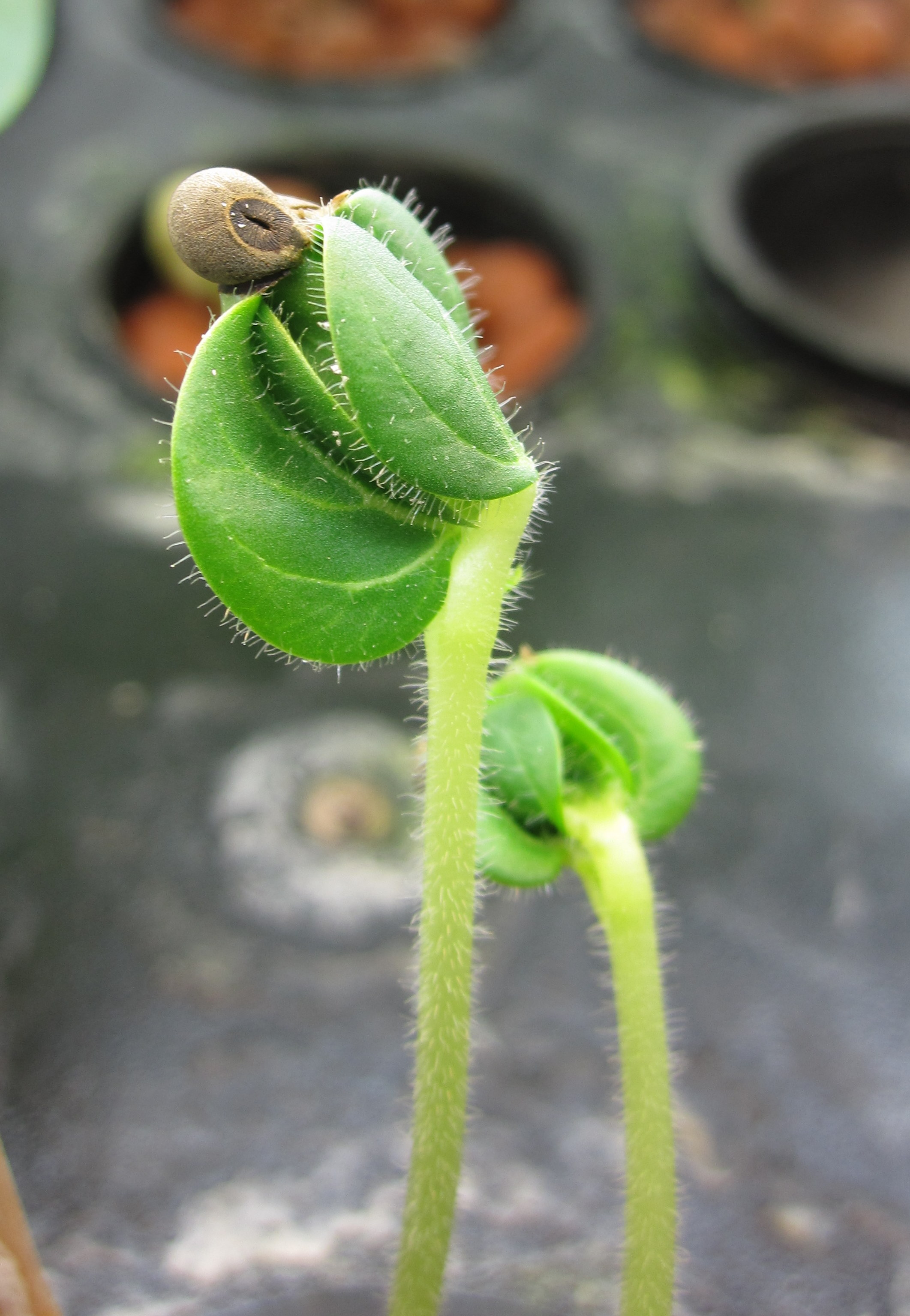
Plàntula jove amb cotiledons
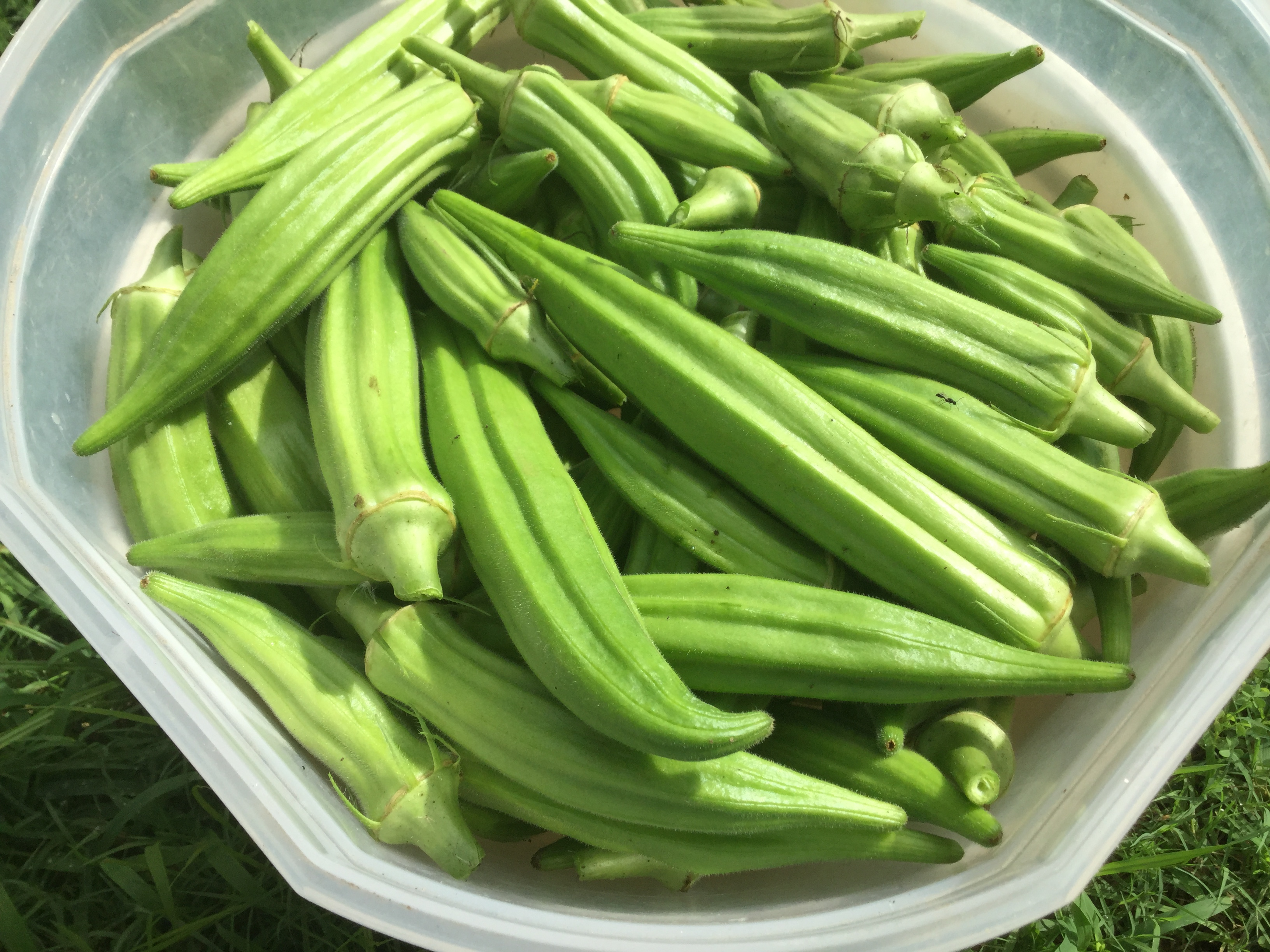
Fruites acabades de collir
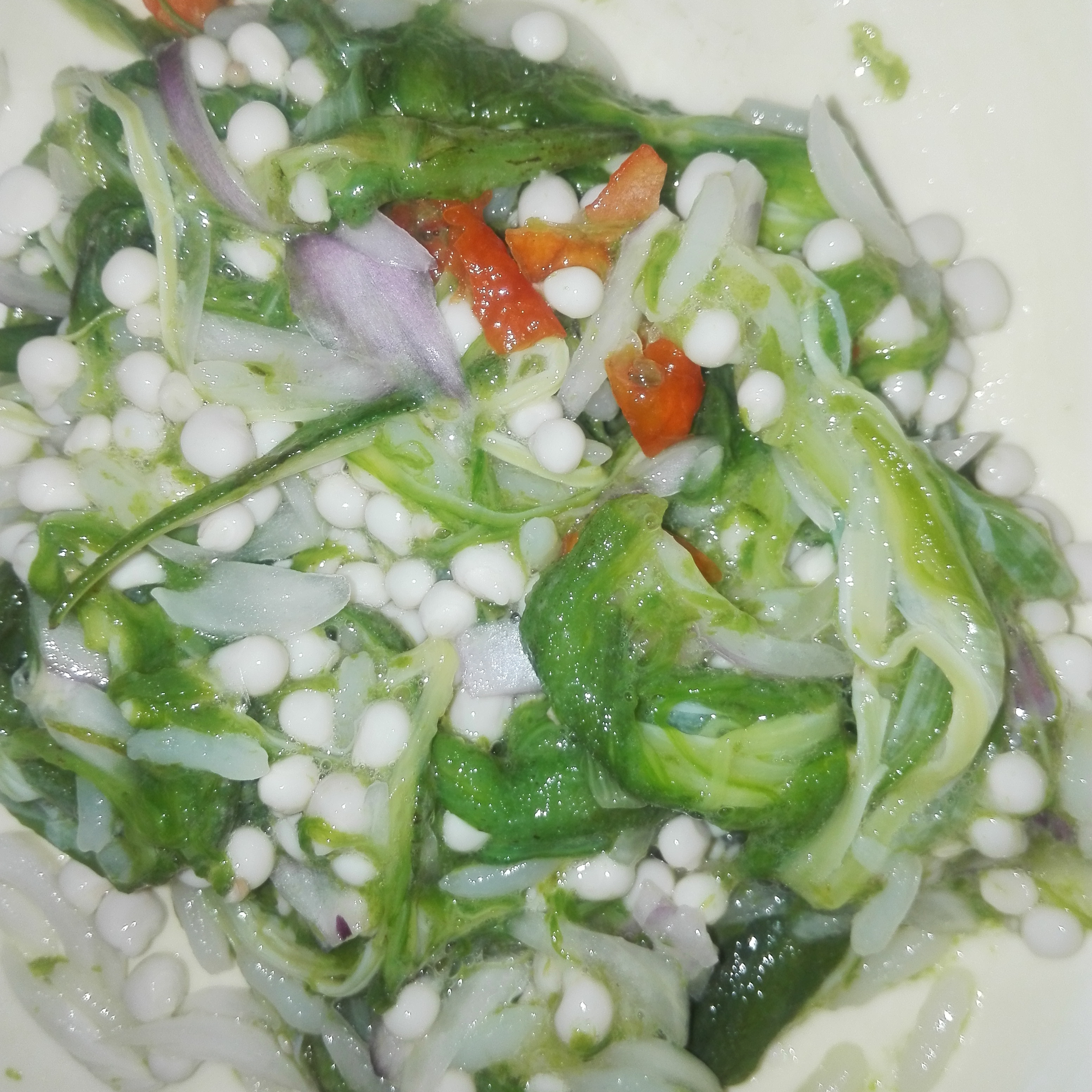
Bhindi bharta, un plat del sud d'Àsia